# .name
.name est un domaine de premier niveau générique restreint d'Internet.
Domaine de premier niveau générique (gTLD) du système de noms de domaines Internet, le nom de domaine .name est réservé aux particuliers qui souhaitent représenter leur nom, surnom, nom d’emprunt, pseudonyme ou tout autre type d’identifiant personnel.

## Historique
Initialement délégué au Global Name Registry en 2001, ce nom de premier niveau devient entièrement opérationnel en janvier 2002. Verisign commence à l’exploiter en février 2009.
Les domaines peuvent être enregistrés aux deuxième (jean.name) et troisième niveaux (jean.dupont.name). Il est également possible d’enregistrer une adresse e-mail au format jean@dupont.name. Suivant le registraire, ce type d’adresse e-mail peut correspondre à un compte de redirection qui nécessite une autre adresse e-mail de destinataire, ou être considéré comme une adresse e-mail classique (comme jean@dupont.com).
Lorsqu’un domaine est enregistré au troisième niveau (jean.dupont.name), le deuxième niveau est partagé (dupont.name, dans le cas présent) et ne peut être enregistré par personne. Les autres domaines de second niveau comme jeandupont.name ne sont pas affectés.
Lors du lancement du domaine de premier niveau .name, seuls les enregistrements de troisième niveau (et les adresses e-mail de redirection) étaient disponibles. En janvier 2004, les enregistrements de deuxième niveau deviennent possibles. Initialement, les noms de domaines étaient censés correspondre à la structure prénom.nom.name pour permettre à une personne d’obtenir un domaine correspondant à son nom réel.
En novembre 2009, les noms de domaines internationalisés (IDN, Internationalized Domain Names) deviennent disponibles pour les noms de domaines de deuxième et troisième niveau. Les IDN sont des noms de domaines qui sont représentés dans les applications utilisateur avec des caractères de la langue locale.
Le service whois pour le domaine .name est accessible à l’adresse http://whois.nic.name. Les enregistrements de noms de domaines sont disponibles auprès des registraires accrédités par l’ICANN.
Fin septembre 2007, des chercheurs en sécurité accusent Global Name Registry d’abriter les pirates informatiques . En cause : sa politique de facturation des recherches dans l’annuaire Whois. Pour ces experts, la politique de revente d’informations détaillées sur les domaines .name moyennant 2 US$ freinait les efforts de la communauté pour localiser et nettoyer les machines, zombies et autres serveurs de contrôle de botnets qui propageaient des logiciels malveillants sur le domaine .name. Le registre offre en revanche la possibilité pour les utilisateurs légitimes d’effectuer gratuitement des recherches illimitées dans le cadre du programme d’accès gratuit aux informations complètes du Whois .

## Statistiques d'usage
En janvier 2025, environ 222 000 domaines utilisent l'extension .name.

## Référence
1. ↑  Dot-Name Becomes Cybercrime Haven
2. ↑  (en) « Extensive Whois access program agreement »
3. ↑  « Domain Names Stat » (consulté le 8 janvier 2025)

- (en) Cet article est partiellement ou en totalité issu de l’article de Wikipédia en anglais intitulé « .name » (voir la liste des auteurs).